# Draper (Dakota du Sud)
Pour les articles homonymes, voir Draper.
Draper est une municipalité américaine située dans le comté de Jones, dans l'État du Dakota du Sud.
Fondée en 1906, la localité doit son nom à un conducteur du Milwaukee Railroad, C. A. Draper.

## Démographie
| 1910 | 1920 | 1930 | 1940 | 1950 | 1960 |
| ---- | ---- | ---- | ---- | ---- | ---- |
| 211  | 173  | 169  | 190  | 252  | 215  |

| 1970 | 1980 | 1990 | 2000 | 2010 | - |
| ---- | ---- | ---- | ---- | ---- | - |
| 200  | 138  | 123  | 92   | 82   | - |

Selon le recensement de 2010, Draper compte 82 habitants. La municipalité s'étend sur 0,65 milles carrés (1,68 km2).